# Sakura 2A
Sakura 2A o CS-2A (Communications Satellite 2A) fue el nombre de un satélite de comunicaciones comercial japonés lanzado el 4 de febrero de 1983 mediante un cohete Delta desde la base de Tanegashima a una órbita geoestacionaria.
Formaba parte de la red de satélites de comunicaciones propios japoneses para uso durante desastres naturales, emergencias y transmisión a las islas más remotas del archipiélago japonés.